# Маратело (Форли-Чезена)
Маратело (итал. Maratello) је насеље у Италији у округу Форли-Чезена, региону Емилија-Ромања.
Према процени из 2011. у насељу је живело 36 становника. Насеље се налази на надморској висини од 79 м.